# Тюгоку симбун
«Тюго́ку симбу́н» (яп. 中国新聞 тю:гоку симбун, с яп. — «Газета Тюгоку») — японская ежедневная газета со штаб-квартирой в Хиросиме, выпускаемая в регионе Тюгоку (префектуры Хиросима, Окаяма, Симане, Тоттори и Ямагути).

## История
Газета основана 5 мая 1892 года группой людей, в числе которых был редактор Сабуро Ямамото. До 1908 года она носила название «Тюкуни» (яп. 中國).
В результате атомной бомбардировки Хиросимы 6 августа 1945 года главный офис «Тюгоку симбун» был разрушен, погибли более ста сотрудников газеты (треть всего штата). Выпуск газеты возобновился через несколько дней при помощи другого печатного предприятия.
В настоящее время «Тюгоку симбун» является одной из ведущих региональных газет Японии, тираж которой составляет не менее 620 000 копий.
В 2003 году газета осуществляла проект о росте преступности в префектуре Хиросима.